# Faro de Malarrif
El faro de Karlstaðatangi es un faro situado en el Atlántico Norte, al occidente de Islandia. Se encuentra en la costa sur de la península de Snæfellsnes en la región de Vesturland. Fue construido en 1946. Tiene una altura de 24 metros.